# A hercegnő és a sárkány
A hercegnő és a sárkány (eredeti cím: Damsel) 2024-ben bemutatott amerikai fantasyfilm, amelyet Juan Carlos Fresnadillo rendezett. A főbb szerepekben Millie Bobby Brown, Ray Winstone, Nick Robinson, Sohre Ágdáslu, Angela Bassett és Robin Wright látható.
Amerikában és Magyarországon 2024. március 8-án a Netflixen mutatták be.

## Cselekmény
Aurea első királya egy értelmetlen támadást vezet egy sárkány ellen, amely a birodalmában él. A király összes embere meghal, ő maga pedig a sárkány kegyére van utalva.
Évszázadokkal később Elodie, Lord Bayford lánya, házassági ajánlatot kap Aurea királynőjétől, Isabelle-től, hogy menjen feleségül fiához, Henrik herceghez. Apja unszolására Elodie elfogadja az ajánlatot, hogy a hozománya segíthessen a népük nyomorúságos helyzetén. Amikor Elodie Aureába érkezik, eleinte sem ő, sem Henrik nem mutat különösebb érdeklődést a másik iránt, de lassan közel kerülnek egymáshoz, mivel mindketten vágynak arra, hogy utazzanak. Elodie mostohaanyja, Lady Bayford, gyanakodni kezd Isabelle királynő szándékaira, ezért kétségbeesetten próbálja rávenni Elodie-t, hogy szakítsa meg az eljegyzést, de sikertelenül.
Az esküvő után Elodie és Henrik részt vesznek egy ősi rituálén a hegyekben, amely állítólag az egyesülésüket ünnepli. Isabelle elmeséli az első király és a sárkány közötti egyezséget, amely szerint a királynak fel kellett áldoznia három lányát, hogy biztosítsa népe és a sárkány közötti békét. A szertartás során, amelyben megvágják és összekötik a tenyerüket, Henrik átemeli Elodie-t a sárkány barlangja fölötti szűk ösvényen, majd Isabelle utasítására ledobja őt a szakadékba.
A zuhanásból magához térve Elodie ráébred, hogy valódi áldozatnak szánták. Sikerül elmenekülnie a sárkány elől, bár az megégeti a lábát. Egy megvilágított barlangot talál, amely tele van világító selyemhernyókkal; ezeket összegyűjti, hogy fényforrást biztosítsanak. Elodie elér egy kamrát, amelyen a "Biztonságban itt, nem érhet el" felirat, az előző áldozatok nevei, valamint egy falba vésett térkép található. Miközben alszik, a selyemhernyók meggyógyítják az égett sebét.
Elodie követi a térképet, ami egy zsákutcába vezeti, ahol egy magas sziklafal zárja el az útját. Itt felfedezi elpusztult sárkányfiókák maradványait, amelyek magyarázatot adnak a királyi áldozatok okára. Egy mentőcsapat, amelyet Lord Bayford vezet, megérkezik, de a sárkány megöli őket, köztük Lord Bayfordot is. Az így keletkezett zűrzavart kihasználva Elodie elmenekül a hegyről. Az egyik mentőcsapat lovát elvéve egy szikla alá rejtőzik, miközben a sárkány felperzseli a környéket, de sikertelenül próbálja őt üldözni.
Amikor Isabelle értesül a tűzvészből, hogy Elodie áldozata kudarcba fulladt, a királynő Floriát, Elodie húgát raboltatja el helyette. Miután ezt az elkeseredett Lady Bayfordtól megtudja, Elodie visszatér a hegyre, hogy megmentse Floriát, akit a sárkány csaliként életben hagyott.
Elodie eltereli a sárkányt, hogy elérje Floriát. Miután megkéri húgát, hogy rejtőzzön el, szembeszáll a sárkánnyal, és megpróbálja meggyőzni arról, hogy az aureaiak becsapták őket. Elmagyarázza, hogy az esküvői szertartás során, amikor összekötötték a kezüket, a menyasszonyok és az aureai királyi család vére keveredett, így a sárkány azt hihette, hogy a hercegnők aureai származásúak. A sárkány nem hisz neki, és kijelenti, hogy az első király támadása provokálatlan volt, majd rátámad Elodie-ra. Heves harc veszi kezdetét, amelyben Elodie végül rászedve a sárkányt ráveszi, hogy önmagát égesse meg. Amikor a sárkány az ő kegyelmére szorul, Elodie meggyőzi az igazságról, majd a világító hernyók segítségével mindkettejüket meggyógyítja.
Ezt követően Elodie megszakítja egy másik áldozat esküvőjét a palotában, leleplezve az aureai királyi család árulását. Arra biztatja az új menyasszonyt és családját, hogy meneküljenek el. A sárkány felégeti a palotát, a bent tartózkodó összes aureai királyi és nemesi személlyel együtt. Henrik, aki megbánja tetteit, elfogadja a sorsát. Néhány nappal később Elodie, Floria és Lady Bayford hazahajóznak, élelemmel és ellátmánnyal megrakodva, a sárkány társaságában.

## Szereplők
| Szerep            | Színész                | Magyar hang        | Leírás                                                              |
| ----------------- | ---------------------- | ------------------ | ------------------------------------------------------------------- |
| Elodie            | Millie Bobby Brown     | Koller Virág       | Fiatal nő egy meg nem nevezett északi vidékről.                     |
| Lord Bayford      | Ray Winstone           | Hegedűs D. Géza    | Király, egy ismeretlen északi vidéken és Elodie apja.               |
| Lady Bayford      | Angela Bassett         | Radó Denise        | Lord Bayford felesége és Elodie mostohaanyja.                       |
| Floria            | Brooke Carter          | Schmidt Karolina   | Elodie húga.                                                        |
| Henry herceg      | Nick Robinson          | Bíró Kristóf       | Aurea hercege.                                                      |
| Isabelle királynő | Robin Wright           | Nagy-Kálózy Eszter | Aurea uralkodó királynője és Henrik herceg édesanyja.               |
| Roderick király   | Milo Twomey            | Sipos Imre         | Aurea királyi hitvese és Henrik herceg édesapja                     |
| Victoria hercegnő | Nicole Joseph          | Kereki Anna        | Az egyik korábbi hercegnő, akit feláldoztak a sárkánynak            |
| Sárkány           | Sohre Ágdáslu (hangja) | Csoma Judit        | Meg nem nevezett sárkány, aki Aurea hercegnőinek áldozatát követeli |

### Magyar változat
- Magyar szöveg: Béres Zsombor
- Hangmérnök: Schriffert László
- Vágó: Simkóné Varga Erzsébet
- Gyártásvezető: Hódos Edina
- Szinkronrendező: Nikas Dániel

A szinkront a Mafilm Audio Kft. készítette el.

## A film készítése
A filmet Juan Carlos Fresnadillo rendezte Dan Mazeau forgatókönyvéből, a produceri Joe Roth és Jeff. Emily Ballou és Mark Bomback "további irodalmi anyagok" révén járultak hozzá a filmhez, de nem jelentek meg a stáblistán.
2020 novemberében Millie Bobby Brownt választották Elodie hercegnő szerepére, és egyben a film vezető producere is lett. 2022 áprilisában bejelentették, hogy Angela Bassett, Nick Robinson, Robin Wright, Ray Winstone, Brooke Carter és Sohre Ágdáslu is csatlakozott a szereplőgárdához.
A forgatások 2022 elején zajlottak. A barlangjeleneteket a londoni Troubadour Meridian Water Studiosban vették fel. A forgatás helyszínei között szerepelt Portugália is, többek között Tomar, Sortelha, Serra da Estrela és a Batalha-kolostor.
A film zenéjét David Fleming szerezte, Hans Zimmer produceri közreműködésével.